# Esmeraldinha-das-folhas
A Esmeraldinha-das-folhas, também chamado de Besourinho-verde-das-folhas (Colaspis laeta) é uma espécie de besouros das folhas da família Chrysomelidae . Possui coloração iridescente ou brilhante de verde metálico na aparência.